# 580 г. пр.н.е.

## Събития

### В Азия

#### Във Вавилония
- Навуходоносор II (605 – 562 г. пр.н.е.) е цар на Вавилония.[1]

#### В Мидия
- Астиаг (585/4 – 550/9 г. пр.н.е.) е цар на Мидия.[2]

### В Африка

#### В Египет
- Фараон на Египет e Априй (589 – 570 г. пр.н.е.).[3]

### В Европа
- В Гърция се провеждат 50-те Олимпийски игри:
  - От тази олимпиада Елида определя двама съдии за провеждането на игрите.[4]
  - Победител в дисциплината бягане на разстояние един стадий става Епителид от Лакония.[5]
- Дамасиас, който е законно избран за архонт в Атина за 582/1 г. пр.н.е., се задържа незаконно две години и два месеца на поста и е принудително отстранен през тази година.[6]
- В Сицилия, преселници от Гела основават колонията Акраг.[7]
- Около тази година преселници от Книдос основават колонията Липари.[4]